# Клаппертон, Хью
Хью Кла́ппертон (англ. Hugh Clapperton; 1788—1827) — шотландский путешественник, исследователь Африки.

## Биография
Хью рос в окружении двадцати братьев и сестёр. Он начал свой жизненный путь с должности каютного юнги на одном из ливерпульских торговых судов, а потом оказался на камбузе другого судна, поскольку отказался чистить сапоги капитану. Эти суда совершали рейсы между Ливерпулем и Северной Америкой. Но это тоже не понравилось Хью Клаппертону, он сбежал и какое-то время промышлял с морскими пиратами, пока в 1808 году не завербовался на королевский военный корабль.
Морская война с Францией позволила ему сделать блестящую карьеру. Он дослужился до чина капитана. Вернувшись в 1820 году на родину, Клаппертон познакомился с шотландским врачом и естествоиспытателем Уолтером Аудни. Лорд Батерст, в то время государственный секретарь колониального ведомства, назначил Аудни будущим консулом в империи Борну, хотя её ещё не видел ни один британец. Позже нашёлся третий участник экспедиции в глубь Африки — майор Диксон Денхэм, не менее выдающийся офицер, чем Клаппертон, награждённый даже медалью Ватерлоо, хотя в знаменитом сражении он не участвовал.

## Исследователь Африки

### Первая экспедиция

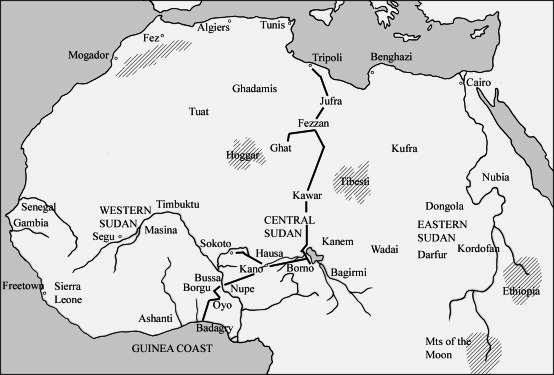
Карта путешествия Х. Клапертона

В 1822 году посланцы «Африканской ассоциации» Клаппертон вместе с Уолтером Оудни вышли из Триполи и пересекли Центральную Сахару с севера на юг через оазис Мурзук. Диксон Денхэм отправился за ними через год и догнал экспедицию. В начале февраля 1823 года они исследовали берега озера Чад. Путешественники прошли вдоль западного берега Чада и вошли в Кукаву — столицу империи Борну. Первыми из европейцев они посетили «торговый» город и «резиденцию».
В дальнейшем экспедиция разделилась.
Денхэм продолжил исследование Чада, побывал на его южных берегах, в государстве Багирми, и открыл впадающую в озеро с юга большую реку Шари.
Клаппертон и Аудни выехали 14 декабря 1823 года в Кано, большой город феллатов, расположенный на западе от озера Чад, двигаясь вдоль Иеу до Демасака. Они побывали в Старом Бирки, в Вера, стоящем на берегах озера, образованного разливами реки Иеу, затем в Догаму и Бекидарфи — городах, расположенных главным образом на территории Хаусы. Вскоре караван свернул в сторону от Иеу (или Гамбару), и путешественники вступили в область Катагум.
Город Катагум являлся центром области, которая до завоевания феллатами была частью Борну. На юг от области Катагум лежала страна Якоба, которую мусульмане знают под названием Муши. «11 января, — писал Клаппертон, — мы снова пустились в путь, но уже в полдень нам пришлось остановиться в Мурмуре. Доктор был так слаб и истощён, что я не знал, протянет ли он хоть сутки. Со времени нашего отъезда из гор Обарри в Феццане, где его потного продуло сквозняком, он тяжело болел». На следующий день, 12 января 1824 года, доктор Аудни, болевший чахоткой ещё в Англии, скончался. «Я послал к правителю за разрешением похоронить доктора, которое тотчас же и получил».
После этой грустной церемонии Клаппертон снова двинулся по направлению к Кано. Главными этапами путешествия были: Дигу — город, стоящий среди возделанной местности, где пасутся многочисленные стада; Катунгу, находящийся уже вне пределов Катагума; Зангея (в конце гряды холмов Души) — бывшая раньше довольно значительным городом, если судить по протяжённости ещё стоявших крепостных стен; Гиркуа, где рынок лучше, чем в Триполи; Соква, окружённая высоким глиняным валом. В Кано, или Хана, как его называют Идриси и другие арабские географы, Клаппертон вошёл 20 января 1824 года. Это место скрещения многих путей в государстве Хауса (север современной Нигерии). Кано — столица области того же названия и один из главных городов Судана.
23 февраля Клаппертон снова двинулся в путь и вскоре прибыл в Сокото — самый многолюдный город из всех, виденных Клаппертоном в Африке. 3 мая путешественник распрощался с султаном Сокото.
Клаппертон отправился обратно той же дорогой, какой пришёл, и 8 июля прибыл в Кукаву, где уже находился майор Денхэм. Он привёз с собой арабскую рукопись, содержавшую историческое и географическое описание государства Такрур, которым правил Мухаммед Белло Хаусский — автор этого труда.
Путешественники снова пересекли, теперь уже с юга на север, Сахару и через Триполи возвратились в Англию.

### Вторая экспедиция
Вернувшись в Англию, Клаппертон поспешил представить лорду Батерсту свой план. Он предложил теперь добраться до Кукавы из Гвинейского залива, следуя вверх по Нигеру от его устья до Тимбукту, то есть самым коротким путём, по которому ещё не проходил ни один из его предшественников, и таким образом положить конец давним спорам, установив окончательно, что эта река не имеет отношения к Нилу.
В экспедиции, руководимой Клаппертоном, приняли участие доктор Диксон, капитан первого ранга Пирс — отличный художник, и судовой врач Мориссон, сведущий во всех отраслях естествознания, а также слуга Ричард Ландер, ставший впоследствии знаменитым путешественником.
26 ноября 1825 года экспедиция высадилась на Невольничий берег Гвинейского залива, в районе Лагоса. Диксон, неизвестно из каких соображений пожелавший добраться до Сокото один, высадился в Джуиде. Португалец по имени де Суза вместе с Колумбом, бывшим слугой Денхэма, сопровождали его до Дагома. Выйдя из города, Диксон на семнадцатый день пути прибыл в Хар, затем в Юри, но дальнейшая его судьба осталась неизвестной.

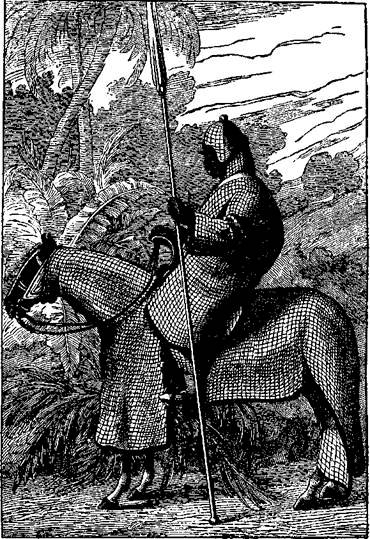
Копейщик султана Багирми. Старинная гравюра

Остальные путешественники добрались до реки Бенин. Английский купец, по имени Хаутсон, отсоветовал им подниматься по ней, потому что местный вождь питал страшную ненависть к англичанам, мешавшим ему торговать рабами. 29 ноября 1825 года экспедиция высадилась в Бадагри, поднялась по протоке реки Лагос, потом около двух миль по реке Гаци, проходящей по территории Дагомеи, и, переправившись на левый берег, углубилась внутрь страны. Из-за влажности и сильной жары все члены экспедиции тяжело болели лихорадкой. Пирс и Моррисон погибли. Лендера, больного дизентерией, Клаппертон нёс на руках, хотя у него самого был жар и повреждена рука — результат мужественного поступка, когда он спас жизнь ребёнку.
В Чоу караван приветствовал посол султана Йорубы, высланный навстречу вместе с большой свитой. Вскоре путешественники вступили в Катунгу. Клаппертон прожил в Катунге с 24 января до 7 марта 1826 года.
Покинув Катунгу, Клаппертон переправился через реку Мусса, приток Куары, и достиг Киамы. Это один из городов, через которые проходят караваны, идущие из Хаусы и Боргу в Ганджу на границе области Ашанти.
Клаппертон направился в сторону Буссы, где погиб Мунго Парк — шотландский исследователь, предпринимавший попытку исследования течения реки Нигер в 1805 году. Экспедиция переправилась через Оли, приток Куары, и вошла в Уауа — столицу одной из провинций Боргу.
Покинув область Котонг-Кора, путешественник вскоре очутился в пределах Гуари. Достигнув Фатика, Клаппертон оказался на территории Зегзег, подвластной феллатам. Затем он посетил Зарию.
19 сентября Клаппертон прибыл, наконец, в Кано. Затем Клаппертон, чьё здоровье значительно улучшилось, добрался до Сокото. Англичанин провёл в Сокото более шести месяцев, не имея возможности ни заниматься исследованием страны, ни вести переговоры, бывшие главной целью его приезда с побережья.
12 марта 1827 года Клаппертон заболел дизентерией, которую ничто не могло остановить. Он быстро слабел. Было время рамадана, и 23-летний слуга Ричард Ландер не мог добиться никакой помощи даже от слуг. Между тем болезнь усиливалась с каждым днём, чему способствовала жара. Клаппертон двадцать дней провёл в состоянии полного изнеможения. Почувствовав близость конца, он отдал последние распоряжения своему верному Ландеру и 13 апреля 1827 года скончался у него на руках.
Результаты путешествий Клаппертона опубликовал Barron (Лондон, 1826 и 1829); дополнение у Ландера, «Records of C. last expedition to Africa» (Л., 1829—1830).

## Клаппертон о смерти доктора Аудни
«11 января, — пишет Клаппертон, — мы снова пустились в путь, но уже в полдень нам пришлось остановиться в Мур-муре. Доктор был так слаб и истощён, что я не знал, протянет ли он хоть сутки. Со времени нашего отъезда из гор Обарри в Феццане, где его потного продуло сквозняком, он тяжело болел. 12 января на рассвете доктор выпил чашку кофе, и по его желанию я велел вьючить верблюдов. Я помог ему одеться, и он вышел из палатки, опираясь на своего слугу. Но в ту минуту, когда его собирались посадить на верблюда, я заметил, что на его черты уже ложится страшная печать смерти. Я сразу же велел внести его обратно, остался подле него и с печалью, которую не пытаюсь и выразить, смотрел, как он умирал. Он скончался без единой жалобы и, по-видимому, без страданий. Я послал к правителю за разрешением похоронить доктора, которое тотчас же и получил. Я приказал вырыть могилу под мимозой близ городских ворот. Когда по обычаю страны тело было омыто, я велел завернуть его в тюрбанные шали, взятые нами для подарков. Наши слуги перенесли тело и, прежде чем предать его земле, я прочёл заупокойную службу. Затем я распорядился сразу обнести скромную могилу глиняной стенкой для защиты от хищных животных и приказал зарезать двух баранов, а мясо их роздал нищим».
Такова была печальная кончина доктора Аудни, судового врача и учёного натуралиста. Жестокая болезнь, начавшаяся ещё в Англии, помешала ему принести экспедиции ту пользу, на какую рассчитывало правительство. Однако он не щадил себя для дела, уверяя, будто в пути чувствует себя лучше, чем во время остановок. Сознавая, что подорванное здоровье не даёт ему возможности работать в полную силу, он старался никогда не быть помехой для своих спутников.

## Научная деятельность
Во время первого путешествия Клаппертона по Африке Денхэм не только собрал много ценных сведений о животном и растительном мире стран Борну и Хауса, но также составил словарь языков жителей Багирми, Мандары, Борну, Хаусы и Тимбукту. Аудни, Денхэму и Клаппертону досталась слава первых европейцев нового времени, пересёкших Сахару и своими глазами повидавших озеро Чад. Путешественники не только подтвердили факт существования большого озера к югу от великой пустыни, но, что особенно важно, надёжно зафиксировали его местоположение с помощью астрономических наблюдений. То же было сделано, впервые в этой части Африки, и по отношению к другим посещённым ими географическим объектам. Для картографии всё это было достижением первостепенного значения. Клаппертон обследовал водораздел между впадающей в озеро Чад рекой Комадугу-Иобе (Иеу) и притоком Нигера Сокото. Основываясь на расспросных данных, собранных им в Кано — главном торговом центре страны хауса, Клаппертон пришёл к верному выводу о том, что Нигер впадает в Гвинейский залив и в среднем течении не связан с озером Чад. Но вместе с тем из других источников Клаппертон получил сведения о связи Нигера с Нилом. Вопрос, таким образом, продолжал оставаться запутанным. Проблему устья Нигера решил впоследствии слуга Клаппертона Ричард Лендер.
Хотя главная цель путешествия Клаппертона — установление коммерческих связей — не была осуществлена в результате происков арабских купцов, опасавшихся, что открытие нового пути нанесёт ущерб их торговле, но наука очень многим обязана трудам и мучениям английского исследователя. В своей истории путешествий Дезборо Кули так определяет успехи путешественников: «Открытия, сделанные в Центральной Африке капитаном Клаппертоном, намного превосходят по своему научному и практическому значению открытия всех его предшественников».

## Сочинения
- Hugh Clapperton: into the Interior of Africa is published by Brill Publishing
- Difficult and Dangerous Roads is published by Eland Books
- Clapperton in Borno: journals of the travels in Borno of Lieutenant Hugh Clapperton, RN, from January 1823 to September 1824 — published by Koeppe, 1996, 239 pp.